# Torneo de Transición Femenino 2020 (Argentina)
El Campeonato de Fútbol Femenino de Primera División "A" Transición 2020 fue el 43.º torneo de la Primera División Femenina de Argentina. Fue organizado por la Asociación del Fútbol Argentino. El mismo comenzó el 28 de noviembre de 2020 y culminó el 19 de enero de 2021 en el Estadio José Amalfitani.
Fue un torneo corto y el segundo torneo de la era profesional del fútbol femenino en Argentina, pero el primero que obtuvo un campeón ya que el anterior fue suspendido debido a la Pandemia de COVID-19. Boca Juniors logró consagrarse campeón después de vencer en la final a River Plate por 7 a 0, convirtiéndose así en el primer campeón de la era profesional del fútbol femenino en Argentina.
River Plate clasificó a la Copa Libertadores Femenina 2020 por ser el subcampeón del torneo, ya que Boca Juniors estaba clasificado por ser el ganador de la primera etapa del Campeonato de Primera División 2019-20.

## Sistema de disputa
Los 17 equipos se dividieron en tres zonas (B, C y D) de cuatro equipos cada una y una quinta zona (A) de cinco equipos. En cada zona jugaron una ronda de todos contra todos. Los dos primeros equipos de cada zona clasificaron a la Fase Final, en donde se enfrentaron entre sí según el siguiente esquema:
1.º Zona A vs. 2.º Zona B

1.º Zona B vs. 2.º Zona A

1.º Zona C vs. 2.º Zona D

1.º Zona D vs. 2.º Zona C
La Fase Final fue a partido único en cancha neutral (exceptuando los cuartos de final, en donde el local será el equipo clasificado en 1.º lugar en su zona). Si al finalizar los 90 minutos reglamentarios el resultado fuera empate, el partido irá a la tanda de penales.
No hubo descensos en este torneo.

## Equipos participantes
| Equipo                  | Ciudad        | Estadio                                                     |
| ----------------------- | ------------- | ----------------------------------------------------------- |
| Boca Juniors            | Buenos Aires  | Alberto J. Armando Complejo Pedro Pompilio Predio de Ezeiza |
| Defensores de Belgrano  | Buenos Aires  | Juan Pasquale                                               |
| El Porvenir             | Gerli         | Gildo Ghersinich                                            |
| Estudiantes de La Plata | La Plata      | Country Club                                                |
| Excursionistas          | Buenos Aires  | Excursionistas                                              |
| Gimnasia y Esgrima      | La Plata      | Juan Carmelo Zerillo Estancia Chica                         |
| Huracán                 | Buenos Aires  | Roberto Larrosa                                             |
| Independiente           | Avellaneda    | Predio Villa Domínico Libertadores de América               |
| Lanús                   | Lanús Este    | Ciudad de Lanús-Néstor Díaz Pérez Predio de Valentín Alsina |
| Platense                | Vicente López | Ciudad de Vicente López Predio Alejandro Mariani Dolán      |
| Racing Club             | Avellaneda    | Predio Tita Mattiussi                                       |
| River Plate             | Buenos Aires  | Auxiliar del Antonio Vespucio Liberti                       |
| Rosario Central         | Rosario       | Gigante de Arroyito Ciudad Deportiva Adolfo Pablo Boerio    |
| San Lorenzo             | Buenos Aires  | Pedro Bidegain Ciudad Deportiva                             |
| S.A.T.                  | Moreno        | 12 de agosto                                                |
| UAI Urquiza             | Villa Lynch   | Monumental de Villa Lynch                                   |
| Villa San Carlos        | Berisso       | Genacio Sálice                                              |

### Distribución geográfica de los equipos[5]
| Región                 | Cant. | Equipos                                                                        |
| ---------------------- | ----- | ------------------------------------------------------------------------------ |
| Conurbano bonaerense   | 7     | El Porvenir, Independiente, Lanús, Platense, Racing Club, S.A.T. y UAI Urquiza |
| Ciudad de Buenos Aires | 6     | Boca Juniors, Excursionistas, Huracán, River Plate, San Lorenzo y UBA          |
| Gran La Plata          | 3     | Estudiantes, Gimnasia y Esgrima y Villa San Carlos                             |
| Ciudad de Rosario      | 1     | Rosario Central                                                                |

## Fase clasificatoria

### Zona A
| Pos. | Equipo             | Pts. | PJ | PG | PE | PP | GF | GC | Dif. |
| ---- | ------------------ | ---- | -- | -- | -- | -- | -- | -- | ---- |
| 01.º | Boca Juniors       | 12   | 4  | 4  | 0  | 0  | 16 | 0  | 16   |
| 02.º | Gimnasia y Esgrima | 7    | 4  | 2  | 1  | 1  | 9  | 3  | 6    |
| 03.º | S.A.T.             | 5    | 4  | 1  | 2  | 1  | 5  | 6  | −1   |
| 04.º | Huracán            | 2    | 4  | 0  | 2  | 2  | 5  | 18 | −13  |
| 05.º | Excursionistas     | 1    | 4  | 0  | 1  | 3  | 2  | 10 | −8   |

|  | Equipos clasificados a la Fase Final. |

### Zona B
| Pos. | Equipo                 | Pts. | PJ | PG | PE | PP | GF | GC | Dif. |
| ---- | ---------------------- | ---- | -- | -- | -- | -- | -- | -- | ---- |
| 01.º | UAI Urquiza            | 9    | 3  | 3  | 0  | 0  | 16 | 2  | 14   |
| 02.º | Platense               | 6    | 3  | 2  | 0  | 1  | 10 | 10 | 0    |
| 03.º | Rosario Central        | 3    | 3  | 1  | 0  | 2  | 8  | 9  | −1   |
| 04.º | Defensores de Belgrano | 0    | 3  | 0  | 0  | 3  | 3  | 16 | −13  |

|  | Equipos clasificados a la Fase Final. |

### Zona C
| Pos. | Equipo        | Pts. | PJ | PG | PE | PP | GF | GC | Dif. |
| ---- | ------------- | ---- | -- | -- | -- | -- | -- | -- | ---- |
| 01.º | San Lorenzo   | 9    | 3  | 3  | 0  | 0  | 17 | 1  | 16   |
| 02.º | Independiente | 4    | 3  | 1  | 1  | 1  | 4  | 2  | 2    |
| 03.º | Estudiantes   | 4    | 3  | 1  | 1  | 1  | 2  | 6  | −4   |
| 04.º | El Porvenir   | 0    | 3  | 0  | 0  | 3  | 0  | 14 | −14  |

|  | Equipos clasificados a la Fase Final. |

### Zona D
| Pos. | Equipo           | Pts. | PJ | PG | PE | PP | GF | GC | Dif. |
| ---- | ---------------- | ---- | -- | -- | -- | -- | -- | -- | ---- |
| 01.º | River Plate      | 9    | 3  | 3  | 0  | 0  | 14 | 1  | 13   |
| 02.º | Racing Club      | 6    | 3  | 2  | 0  | 1  | 9  | 5  | 4    |
| 03.º | Lanús            | 3    | 3  | 1  | 0  | 2  | 9  | 12 | −3   |
| 04.º | Villa San Carlos | 0    | 3  | 0  | 0  | 3  | 1  | 15 | −14  |

|  | Equipos clasificados a la Fase Final. |

### Resultados
| Fecha 1                        | Fecha 1                                                                                                 | Fecha 1                | Fecha 1               | Fecha 1         | Fecha 1 |
| Zona A                         | Zona A                                                                                                  | Zona A                 | Zona A                | Zona A          | Zona A  |
| Local                          | Resultado                                                                                               | Visitante              | Estadio               | Fecha           | Hora    |
| ------------------------------ | --- | ---------------------- | --------------------- | --------------- | ------- |
| Boca Juniors                   | 4 - 0                                                                                                   | Excursionistas         | Comp. Pedro Pompilio  | 28 de noviembre | 17:10   |
| S.A.T.                         | 3 - 3                                                                                                   | Huracán                | Ferro                 | 1 de diciembre  | 19:00   |
| Zona B                         | |                        |                       |                 |         |
| Local                          | Resultado                                                                                               | Visitante              | Estadio               | Fecha           | Hora    |
| UAI Urquiza                    | 5 - 2                                                                                                   | Platense               | Rancho Taxco          | 28 de noviembre | 9:00    |
| Rosario Central                | 5 - 1                                                                                                   | Defensores de Belgrano | Granadero Baigorria   | 29 de noviembre | 17:10   |
| Zona C                         | |                        |                       |                 |         |
| Local                          | Resultado                                                                                               | Visitante              | Estadio               | Fecha           | Hora    |
| Independiente                  | 3 - 0                                                                                                   | El Porvenir            | Predio Villa Domínico | 29 de noviembre | 17:10   |
| San Lorenzo                    | 6 - 0                                                                                                   | Estudiantes (LP)       | Ferro                 | 1 de diciembre  | 21:00   |
| Zona D                         | |                        |                       |                 |         |
| Local                          | Resultado                                                                                               | Visitante              | Estadio               | Fecha           | Hora    |
| River Plate                    | 6 - 0 (enlace roto disponible en Internet Archive; véase el historial, la primera versión y la última). | Lanús                  | Auxiliar              | 28 de noviembre | 9:00    |
| Racing Club                    | 3 - 0                                                                                                   | Villa San Carlos       | Predio Tita Mattiussi | 28 de noviembre | 9:00    |
| Libre: Gimnasia y Esgrima (LP) | |                        |                       |                 |         |

| Fecha 2                | Fecha 2                                                    | Fecha 2                 | Fecha 2                  | Fecha 2        | Fecha 2 |
| Zona A                 | Zona A                                                     | Zona A                  | Zona A                   | Zona A         | Zona A  |
| Local                  | Resultado                                                  | Visitante               | Estadio                  | Fecha          | Hora    |
| ---------------------- | ---------------------------------------------------------- | ----------------------- | ------------------------ | -------------- | ------- |
| Excursionistas         | 0 - 1                                                      | S.A.T.                  | Excursionistas           | 5 de diciembre | 17:10   |
| Huracán                | 0 - 5                                                      | Gimnasia y Esgrima (LP) | Auxiliar                 | 6 de diciembre | 9:00    |
| Zona B                 |                                                            |                         |                          |                |         |
| Local                  | Resultado                                                  | Visitante               | Estadio                  | Fecha          | Hora    |
| Rosario Central        | 0 - 4                                                      | UAI Urquiza             | Granadero Baigorria      | 5 de diciembre | 17:10   |
| Defensores de Belgrano | 2 - 4                                                      | Platense                | Juan Pasquale            | 7 de diciembre | 17:10   |
| Zona C                 |                                                            |                         |                          |                |         |
| Local                  | Resultado                                                  | Visitante               | Estadio                  | Fecha          | Hora    |
| El Porvenir            | 0 - 2                                                      | Estudiantes (LP)        | Gildo Ghersinich         | 6 de diciembre | 17:10   |
| Independiente          | 1 - 2                                                      | San Lorenzo             | Predio de Villa Domínico | 8 de diciembre | 17:10   |
| Zona D                 |                                                            |                         |                          |                |         |
| Local                  | Resultado                                                  | Visitante               | Estadio                  | Fecha          | Hora    |
| Villa San Carlos       | 1 - 7 Archivado el 12 de abril de 2021 en Wayback Machine. | Lanús                   | Genacio Sálice           | 7 de diciembre | 9:00    |
| Racing Club            | 1 - 3                                                      | River Plate             | Predio Tita Mattiussi    | 8 de diciembre | 9:00    |
| Libre: Boca Juniors    |                                                            |                         |                          |                |         |

| Fecha 3                 | Fecha 3                                                                                                 | Fecha 3                | Fecha 3        | Fecha 3         | Fecha 3 |
| Zona A                  | Zona A                                                                                                  | Zona A                 | Zona A         | Zona A          | Zona A  |
| Local                   | Resultado                                                                                               | Visitante              | Estadio        | Fecha           | Hora    |
| ----------------------- | --- | ---------------------- | -------------- | --------------- | ------- |
| Gimnasia y Esgrima (LP) | 3 - 0                                                                                                   | Excursionistas         | Estancia Chica | 9 de diciembre  | 17:10   |
| S.A.T.                  | 0 - 2                                                                                                   | Boca Juniors           | 12 de agosto   | 9 de diciembre  | 17:10   |
| Zona B                  | |                        |                |                 |         |
| Local                   | Resultado                                                                                               | Visitante              | Estadio        | Fecha           | Hora    |
| UAI Urquiza             | 7 - 0 (enlace roto disponible en Internet Archive; véase el historial, la primera versión y la última). | Defensores de Belgrano | Rancho Taxco   | 12 de diciembre | 9:00    |
| Platense                | 4 - 3                                                                                                   | Rosario Central        | Auxiliar       | 12 de diciembre | 17:10   |
| Zona C                  | |                        |                |                 |         |
| Local                   | Resultado                                                                                               | Visitante              | Estadio        | Fecha           | Hora    |
| San Lorenzo             | 9 - 0                                                                                                   | El Porvenir            | Auxiliar       | 12 de diciembre | 9:00    |
| Estudiantes (LP)        | 0 - 0                                                                                                   | Independiente          | Auxiliar       | 19 de diciembre | 17:10   |
| Zona D                  | |                        |                |                 |         |
| Local                   | Resultado                                                                                               | Visitante              | Estadio        | Fecha           | Hora    |
| Lanús                   | 2 - 5 Archivado el 12 de abril de 2021 en Wayback Machine.                                              | Racing Club            | Predio Alsina  | 12 de diciembre | 9:00    |
| River Plate             | 5 - 0                                                                                                   | Villa San Carlos       | Auxiliar       | 13 de diciembre | 9:00    |
| Libre: Huracán          | |                        |                |                 |         |

| Fecha 4        | Fecha 4   | Fecha 4                 | Fecha 4              | Fecha 4         | Fecha 4 |
| Zona A         | Zona A    | Zona A                  | Zona A               | Zona A          | Zona A  |
| Local          | Resultado | Visitante               | Estadio              | Fecha           | Hora    |
| -------------- | --------- | ----------------------- | -------------------- | --------------- | ------- |
| Excursionistas | 2 - 2     | Huracán                 | Excursionistas       | 12 de diciembre | 17:10   |
| Boca Juniors   | 2 - 0     | Gimnasia y Esgrima (LP) | Comp. Pedro Pompilio | 13 de diciembre | 9:00    |
| Libre: S.A.T.  |           |                         |                      |                 |         |

| Fecha 5                 | Fecha 5   | Fecha 5      | Fecha 5        | Fecha 5         | Fecha 5 |
| Zona A                  | Zona A    | Zona A       | Zona A         | Zona A          | Zona A  |
| Local                   | Resultado | Visitante    | Estadio        | Fecha           | Hora    |
| ----------------------- | --------- | ------------ | -------------- | --------------- | ------- |
| Gimnasia y Esgrima (LP) | 1 - 1     | S.A.T.       | Estancia Chica | 19 de diciembre | 9:00    |
| Huracán                 | 0 - 8     | Boca Juniors | Auxiliar       | 20 de diciembre | 9:00    |
| Libre: Excursionistas   |           |              |                |                 |         |

| 1. |

## Fase Final
La Fase Final será a partido único en cancha neutral (exceptuando los cuartos de final, en donde el local será el equipo clasificado en 1.º lugar en su zona). Si al finalizar los 90 minutos reglamentarios el resultado fuera empate, el partido irá a la tanda de penales.
|  | Cuartos de final              | Cuartos de final              |             |              | Semifinales              | Semifinales              |  |              | Final               | Final               |  |
|  | 26 al 27 de diciembre de 2020 | 26 al 27 de diciembre de 2020 |             |              | 9 al 10 de enero de 2021 | 9 al 10 de enero de 2021 |  |              | 19 de enero de 2021 | 19 de enero de 2021 |  |
|  |                               |                               |             |              |                          |                          |  |              |                     |                     |  |
|  |                               |                               |             |              |                          |                          |  |              |                     |                     |  |
|  | Boca Juniors                  | 8                             |             |              |                          |                          |  |              |                     |                     |  |
|  | Boca Juniors                  | 8                             |             |              |                          |                          |  |              |                     |                     |  |
|  | Platense                      | 0                             |             |              |                          |                          |  |              |                     |                     |  |
|  | Platense                      | 0                             |             | Boca Juniors | 2                        |                          |  |              |                     |                     |  |
|  |                               |                               |             | Boca Juniors | 2                        |                          |  |              |                     |                     |  |
|  |                               |                               | San Lorenzo | 0            |                          |                          |  |              |                     |                     |  |
|  | San Lorenzo                   | 0 (3)                         | San Lorenzo | 0            |                          |                          |  |              |                     |                     |  |
|  | San Lorenzo                   | 0 (3)                         |             |              |                          |                          |  |              |                     |                     |  |
|  | Racing Club                   | 0 (1)                         |             |              |                          |                          |  |              |                     |                     |  |
|  | Racing Club                   | 0 (1)                         |             |              |                          |                          |  | Boca Juniors | 7                   |                     |  |
|  |                               |                               |             |              |                          |                          |  | Boca Juniors | 7                   |                     |  |
|  |                               |                               | River Plate | 0            |                          |                          |  |              |                     |                     |  |
|  | UAI Urquiza                   | 3                             | River Plate | 0            |                          |                          |  |              |                     |                     |  |
|  | UAI Urquiza                   | 3                             |             |              |                          |                          |  |              |                     |                     |  |
|  | Gimnasia y Esgrima            | 1                             |             |              |                          |                          |  |              |                     |                     |  |
|  | Gimnasia y Esgrima            | 1                             |             | UAI Urquiza  | 2 (1)                    |                          |  |              |                     |                     |  |
|  |                               |                               |             | UAI Urquiza  | 2 (1)                    |                          |  |              |                     |                     |  |
|  |                               |                               | River Plate | 2 (3)        |                          |                          |  |              |                     |                     |  |
|  | River Plate                   | 5                             | River Plate | 2 (3)        |                          |                          |  |              |                     |                     |  |
|  | River Plate                   | 5                             |             |              |                          |                          |  |              |                     |                     |  |
|  | Independiente                 | 0                             |             |              |                          |                          |  |              |                     |                     |  |
|  | Independiente                 | 0                             |             |              |                          |                          |  |              |                     |                     |  |
|  |                               |                               |             |              |                          |                          |  |              |                     |                     |  |

### Cuartos de final
- Todos los horarios en UTC-03:00.

| 26 de diciembre, 17:10 | Boca Juniors                                                                                          | 8:0 (4:0) | Platense | Complejo Pedro Pompilio,       |                                |
|                        | Y. Rodríguez 8', 17', 44' · Quiñones 11' · F. Rodríguez 52' · Vallejos 55' · Troncoso 63' · Ojeda 69' | Reporte   |          | Árbitra: María Estefanía Pinto | Árbitra: María Estefanía Pinto |

| 26 de diciembre, 17:10 | UAI Urquiza                         | 3:1 (2:1) | Gimnasia y Esgrima | Monumental de Villa Lynch, |                           |
|                        | Núñez 7' · Ongaro 16' · Masagli 51' | Reporte   | Bilos 14'          | Árbitra: Jennifer Mendoza  | Árbitra: Jennifer Mendoza |

| 26 de diciembre, 20:00 | San Lorenzo             | 0:0 (3:1 p.)               | Racing Club                      | Pedro Bidegain,          |                          |
|                        |                         | Reporte                    |                                  | Árbitra: Bettina Cingari | Árbitra: Bettina Cingari |
|                        |                         | Tiros desde el punto penal |                                  |                          |                          |
|                        | Medina · Ramírez · Hain |                            | Otazú · Cáceres · Bacci · Curril |                          |                          |

| 27 de diciembre, 9:00 | River Plate                                           | 5:0 (1:0) | Independiente | Auxiliar Monumental,    |                         |
|                       | Birizamberri 17', 85' · Lezcano 51', 70' · Penuna 64' | Reporte   |               | Árbitra: Lorena Sánchez | Árbitra: Lorena Sánchez |

### Semifinales
- Todos los horarios en UTC-03:00.

| 9 de enero, 9:00 | UAI Urquiza                      | 2:2 (2:1) (1:3 p.)         | River Plate                               | Pedro Bidegain,          |                          |
|                  | Delgado 24' · Núñez 39'          | Reporte                    | Birizamberri 32' · Lezcano 79'            | Árbitra: Salomé Di Iorio | Árbitra: Salomé Di Iorio |
|                  |                                  | Tiros desde el punto penal |                                           |                          |                          |
|                  | Masagli · Falfán · Núñez · Primo |                            | Pereyra · Vargas · Birizamberri · Lezcano |                          |                          |

| 10 de enero, 9:00 | Boca Juniors             | 2:0 (0:0) | San Lorenzo | Monumental de Villa Lynch, |                         |
|                   | Vallejos 80' · Ojeda 84' | Reporte   |             | Árbitra: Estela Álvarez    | Árbitra: Estela Álvarez |

### Final
- Todos los horarios en UTC-03:00.

| 19 de enero, 19:10 | Boca Juniors                                                                 | 7:0 (5:0) | River Plate | Estadio José Amalfitani, Buenos Aires |                                |
|                    | Huber 13' · Rodríguez 15' · Benítez 32' · Vallejos 36' 61' · Ojeda 45+3' 59' | Reporte   |             | Árbitra: María Laura Fortunato        | Árbitra: María Laura Fortunato |

| 1          | POR        | Laurina Oliveros   |     |
| 4          | DEF        | Julieta Cruz       | 70' |
| 5          | DEF        | Florencia Quiñones |     |
| 2          | DEF        | Noelia Espíndola   |     |
| 3          | DEF        | Eliana Stábile     |     |
| 16         | MED        | Lorena Benítez     | 73' |
| 18         | MED        | Clarisa Huber      | 70' |
| 19         | MED        | Fabiana Vallejos   |     |
| 7          | DEL        | Carolina Troncoso  | 63' |
| 9          | DEL        | Andrea Ojeda       |     |
| 11         | DEL        | Yamila Rodríguez   | 64' |
| Entrenador | Entrenador | Christian Meloni   |     |

| 25         | POR        | Brenda Molinas        |     |
| 23         | DEF        | Laura Felipe          |     |
| 2          | DEF        | Andrea López          | 28' |
| 6          | DEF        | Daniela Mereles       |     |
| 3          | DEF        | Bettiana Sonetti      | 46' |
| 5          | MED        | Melina Moreno         |     |
| 15         | MED        | Agustina Vargas       | 54' |
| 19         | MED        | Martina del Trecco    | 80' |
| 11         | DEL        | Carolina Birizamberri |     |
| 8          | DEL        | Vanessa Penuna        | 54' |
| 7          | DEL        | Lourdes Lezcano       |     |
| Entrenador | Entrenador | Daniel Reyes          |     |

| 8  | MED | Camila Gómez Ares | 63' |
| 17 | DEL | Fanny Rodríguez   | 64' |
| 20 | MED | Constanza Vázquez | 70' |
| 23 | MED | Miriam Mayorga    | 70' |
| 13 | DEL | Estefanía Palomar | 73' |

| 13 | DEF | Giuliana González   | 28' |
| 4  | DEF | Stephanie Melgarejo | 46' |
| 10 | MED | Justina Morcillo    | 54' |
| 9  | DEL | Mercedes Pereyra    | 54' |
| 18 | DEL | Lucía Martelli      | 80' |

| Anotado | 13'   | Clarisa Huber    | 1–0 |
| Anotado | 14'   | Yamila Rodríguez | 2–0 |
| Anotado | 32'   | Lorena Benítez   | 3–0 |
| Anotado | 36'   | Fabiana Vallejos | 4–0 |
| Anotado | 45+3' | Andrea Ojeda     | 5–0 |
| Anotado | 58'   | Andrea Ojeda     | 6–0 |
| Anotado | 60'   | Fabiana Vallejos | 7–0 |

| Amonestado | 24' | Yamila Rodríguez |

| Amonestado | 84' | Carolina Birizamberri |

| Árbitra             | María Laura Fortunato |
| Árbitras asistentes | Mariana de Almeida    |
| Árbitras asistentes | Gisela Trucco         |
| Cuarta árbitra      | Gabriela Coronel      |

| 1          | POR        | Laurina Oliveros   |     |
| 4          | DEF        | Julieta Cruz       | 70' |
| 5          | DEF        | Florencia Quiñones |     |
| 2          | DEF        | Noelia Espíndola   |     |
| 3          | DEF        | Eliana Stábile     |     |
| 16         | MED        | Lorena Benítez     | 73' |
| 18         | MED        | Clarisa Huber      | 70' |
| 19         | MED        | Fabiana Vallejos   |     |
| 7          | DEL        | Carolina Troncoso  | 63' |
| 9          | DEL        | Andrea Ojeda       |     |
| 11         | DEL        | Yamila Rodríguez   | 64' |
| Entrenador | Entrenador | Christian Meloni   |     |

| 25         | POR        | Brenda Molinas        |     |
| 23         | DEF        | Laura Felipe          |     |
| 2          | DEF        | Andrea López          | 28' |
| 6          | DEF        | Daniela Mereles       |     |
| 3          | DEF        | Bettiana Sonetti      | 46' |
| 5          | MED        | Melina Moreno         |     |
| 15         | MED        | Agustina Vargas       | 54' |
| 19         | MED        | Martina del Trecco    | 80' |
| 11         | DEL        | Carolina Birizamberri |     |
| 8          | DEL        | Vanessa Penuna        | 54' |
| 7          | DEL        | Lourdes Lezcano       |     |
| Entrenador | Entrenador | Daniel Reyes          |     |

| 8  | MED | Camila Gómez Ares | 63' |
| 17 | DEL | Fanny Rodríguez   | 64' |
| 20 | MED | Constanza Vázquez | 70' |
| 23 | MED | Miriam Mayorga    | 70' |
| 13 | DEL | Estefanía Palomar | 73' |

| 13 | DEF | Giuliana González   | 28' |
| 4  | DEF | Stephanie Melgarejo | 46' |
| 10 | MED | Justina Morcillo    | 54' |
| 9  | DEL | Mercedes Pereyra    | 54' |
| 18 | DEL | Lucía Martelli      | 80' |

| Anotado | 13'   | Clarisa Huber    | 1–0 |
| Anotado | 14'   | Yamila Rodríguez | 2–0 |
| Anotado | 32'   | Lorena Benítez   | 3–0 |
| Anotado | 36'   | Fabiana Vallejos | 4–0 |
| Anotado | 45+3' | Andrea Ojeda     | 5–0 |
| Anotado | 58'   | Andrea Ojeda     | 6–0 |
| Anotado | 60'   | Fabiana Vallejos | 7–0 |

| Amonestado | 24' | Yamila Rodríguez |

| Amonestado | 84' | Carolina Birizamberri |

| Árbitra             | María Laura Fortunato |
| Árbitras asistentes | Mariana de Almeida    |
| Árbitras asistentes | Gisela Trucco         |
| Cuarta árbitra      | Gabriela Coronel      |

| Campeón                  |
| Boca Juniors 24.º título |

## Goleadoras
| Jugadora              | Equipo       | Goles |
| --------------------- | ------------ | ----- |
| Andrea Ojeda          | Boca Juniors | 10    |
| Carolina Birizamberri | River Plate  | 9     |
| Romina Núñez          | UAI Urquiza  | 5     |
| Lucía Martelli        | River Plate  | 5     |
| Yamila Rodríguez      | Boca Juniors | 5     |
| Agustina Donato       | Platense     | 5     |
| Fabiana Vallejos      | Boca Juniors | 5     |
| Yohana Masagli        | UAI Urquiza  | 5     |

### Tripletes o más
| Jugadora              | Club         | Local           | Resultado | Visita           | Goles                       | Fecha            |
| --------------------- | ------------ | --------------- | --------- | ---------------- | --------------------------- | ---------------- |
| Lucía Martelli        | River Plate  | River Plate     | 6 - 0     | Lanús            | Anotado · Anotado · Anotado | Fecha 1          |
| Catalina Primo        | UAI Urquiza  | Rosario Central | 0 - 4     | UAI Urquiza      | Anotado · Anotado · Anotado | Fecha 2          |
| Agustina Donato       | Platense     | Platense        | 4 - 3     | Rosario Central  | Anotado · Anotado · Anotado | Fecha 3          |
| Carolina Birizamberri | River Plate  | River Plate     | 5 - 0     | Villa San Carlos | Anotado · Anotado · Anotado | Fecha 3          |
| Andrea Ojeda          | Boca Juniors | Huracán         | 0 - 8     | Boca Juniors     | Anotado · Anotado · Anotado | Fecha 5          |
| Yamila Rodríguez      | Boca Juniors | Boca Juniors    | 8 - 0     | Platense         | Anotado · Anotado · Anotado | Cuartos de final |